# X-Men (série de films)
Pour les articles homonymes, voir X-Men (homonymie).
 Pour plus de détails, voir Fiche technique et Distribution
X-Men est une série de films américaine, adaptée de la série de comics du même titre créée par Stan Lee et Jack Kirby, et publiée par Marvel Comics.
Principalement produite par 20th Century Studios et Marvel Entertainment, elle a été lancée au début des années 2000 avec le film X-Men de Bryan Singer, qui rencontre un succès immédiat. Elle donne alors par la suite naissance à plusieurs suites ainsi que des spin-off centrés sur Wolverine, Deadpool ou encore les Nouveaux Mutants. En 2017, elle s'installe à la télévision avec les séries Legion et The Gifted qui se déroulent chacune dans une chronologie alternative aux films.
C'est la septième franchise ayant rapporté le plus d'argent dans le monde avec plus de six milliards de dollars cumulés. Elle se termine en 2020 avec la sortie de son treizième film, Les Nouveaux Mutants.
Dès 2022, après le rachat de 21st Century Fox par The Walt Disney Company, certains personnages de la série commencent à apparaître dans l'univers cinématographique Marvel produit par Marvel Studios dans des versions alternatives ou dans leur version originale à la suite de l'introduction du concept du multiverse. Le film Deadpool et Wolverine, sorti en 2024, sert de transition entre les deux séries.

## Présentation
La série est composée de treize films et deux séries télévisées.

### Liste des films
Série principale

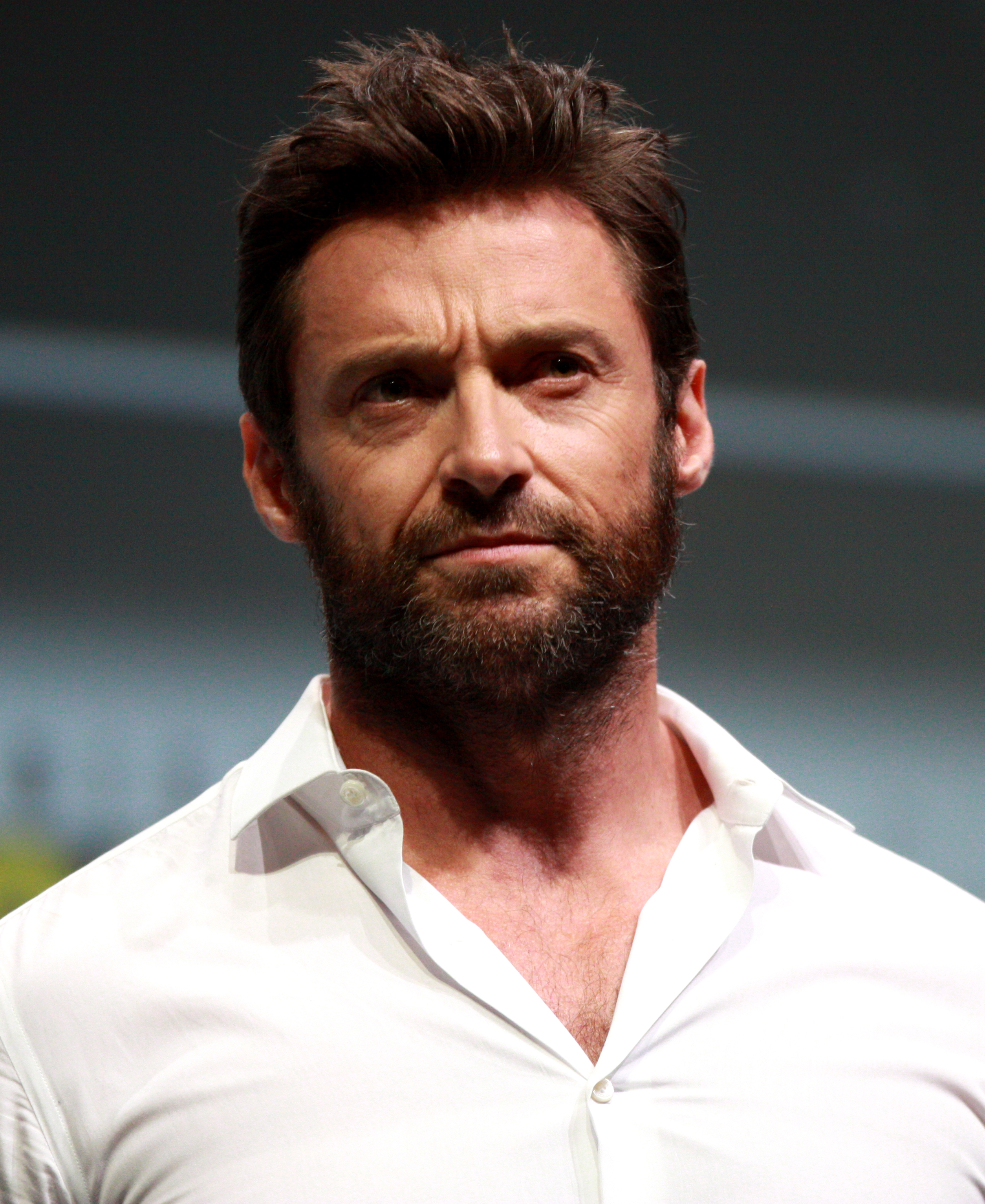
L'acteur australien Hugh Jackman a incarné Wolverine dans tous les films de la franchise, à l'exception du premier Deadpool, de Dark Phoenix et des Nouveaux Mutants.

1. X-Men ou X-Men 1.5 (même film) de Bryan Singer, sorti en 2000
2. X-Men 2 (X2) de Bryan Singer, sorti en 2003
3. X-Men : L'Affrontement final (X-Men: The Last Stand) de Brett Ratner, sorti en 2006

Série préquelle
1. X-Men : Le Commencement (X-Men: First Class) de Matthew Vaughn, sorti en 2011
2. X-Men: Days of Future Past de Bryan Singer, sorti en 2014
3. X-Men: Apocalypse de Bryan Singer, sorti en 2016
4. X-Men: Dark Phoenix (Dark Phoenix) de Simon Kinberg, sorti en 2019

Série dérivée : Wolverine
1. X-Men Origins: Wolverine de Gavin Hood, sorti en 2009
2. Wolverine : Le Combat de l'immortel (The Wolverine) de James Mangold, sorti en 2013
3. Logan de James Mangold, sorti en 2017

Série dérivée : Deadpool
1. Deadpool de Tim Miller, sorti en 2016
2. Deadpool 2 de David Leitch, sorti en 2018

Un troisième film, Deadpool et Wolverine, est sorti en 2024. Bien qu'il se déroule dans la continuité des deux premiers volets, il fait partie de l'univers cinématographique Marvel et n'est pas considéré comme un film de la série X-Men.
Spin-off
1. Les Nouveaux Mutants (The New Mutants) de Josh Boone, sorti en 2020

### Liste des séries télévisées
- Legion de Noah Hawley, diffusée entre 2017 et 2019 sur FX
- The Gifted de Matt Nix, diffusée entre 2017 et 2019 sur le réseau Fox

## Production

### Fin de la série
En 2009, The Walt Disney Company rachète Marvel Entertainment. Néanmoins, la société ayant vendu les droits d'adaptations de plusieurs personnages, comme les X-Men, Deadpool ou encore Daredevil, à 20th Century Fox avant son rachat, le studio ne peut adapter les aventures de ces personnages au cinéma et à la télévision. Disney peut néanmoins récupérer les personnages si Fox ne produit aucun film avec eux pendant une certaine période. C'est ce qui se passe avec Daredevil et Elektra, que Disney récupère en 2014. Mais la Fox continue à produire de nombreux projets autour des X-Men et Deadpool, ce qui empêche Disney d'en récupérer les droits.
En 2019, The Walt Disney Company rachète la 21st Century Fox, une transaction soulignée comme historique. Cette acquisition permet au studio d'enfin récupérer les droits d'adaptation des personnages de l'univers X-Men. Le studio confirme alors qu'un reboot des personnages au cinéma sera effectué par Marvel Studios et que les prochains films X-Men seront inclus dans l'univers cinématographique Marvel,.
Les différents projets que le studio développait sont annulés à l'exception de Deadpool 3 qui est récupéré par Marvel Studios. Ryan Reynolds dévoile qu'il ignore si le film sera une suite directe des deux premiers volet ou un reboot, mais confirme qu'il conserve bien le rôle.
En 2020, la série de films X-Men de l'ère 20th Century Fox prend fin avec la sortie des Nouveaux Mutants.

### Projets abandonnés
- Film sur les X-Men, les Quatre Fantastiques, Daredevil et Deadpool : En 2010, Zack Stentz et Ashley Miller sont engagés pour écrire un film qui réunirait les personnages de Marvel dont 20th Century Fox dispose des droits. Le film devait être inspiré de l'arc Civil War. Paul Greengrass était en négociation pour réaliser le film mais il entra en pause indéterminée à la suite de soucis d'emplois du temps[5]. Warren Ellis fut approché pour écrire une seconde version du script. Le projet est annulé quand les droits de Daredevil sont récupérés par Disney en 2014. L'arc Civil War fut par la suite adapté par Marvel Studios dans Captain America: Civil War.
- X-Force : Annoncé en 2013, ce spin-off devait dans un premier temps être réalisé par Jeff Wadlow et être centré sur cinq nouveaux personnages de l'univers X-Men[6]. Le projet ne fait plus parler de lui jusqu'en 2016 où le film change complètement de direction. Il est maintenant prévu qu'il soit lié au film Deadpool et que Ryan Reynolds y reprenne son rôle[7]. Simon Kinberg commence à ré-écrire le film puis Drew Goddard rejoint le projet en tant que scénariste et réalisateur. En 2018, Kinberg dévoile que Goddard et lui devrait commencer à retravailler sur le script après que Goddard ait terminé Sale temps à l'hôtel El Royale[8].
- Gambit : Annoncé en 2014, le film a connu de multiples reports et changements d'équipe. Côté réalisation, Rupert Wyatt fut engagé en premier avant de quitter le projet à la suite d'un conflit d'emplois du temps. Il est alors remplacé par Doug Liman qui quitte ensuite le film pour un projet DC Comics. Il est remplacé par Gore Verbinski qui quitte le film pour cause d'emplois du temps. Channing Tatum, qui devait tenir le rôle-titre, était intéressé pour réaliser le projet. Côté scénario, il était signé Josh Zetumer mais Simon Kinberg apporta des modifications à la version finale. Le film devait être le début d'une série centrée sur Gambit[9]. En 2024, malgré l'annulation du projet, Tatum interprète une version du personnage dans le film Deadpool et Wolverine de Marvel Studios.
- Trilogie Les Nouveaux Mutants : Il est dévoilé en 2017 que le spin-off Les Nouveaux Mutants devrait être le début d'une trilogie adaptée de l'arc Inferno. Antonio Banderas avait rejoint la distribution du deuxième film pour le rôle d'Emmanuel da Costa et Sacha Baron Cohen était en négociation pour le rôle de Warlock. Le troisième film aurait été centré sur le personnage d'Illyana Rasputin et sa version alternative, Darkchilde. Néanmoins, à la suite du rachat par Disney, le réalisateur Josh Boone déclare que le projet ne devrait pas aller plus loin[10].
- Films sur la Division Alpha et sur les Exilés : En 2017, Simon Kinberg annonce que des films sur ces deux équipes sont en développement[11].
- X-23 : Toujours en 2017, à la suite de l'introduction du personnage d'X-23 dans Logan, James Mangold annonce le développement d'un film centré sur le personnage. En octobre, il commence à travailler sur le script avec Craig Kyle
- Multiple Man : Fin 2017, un film centré sur le personnage de Jamie Madrox est annoncé avec James Franco dans le rôle principal. Allan Heinberg était à l'écriture[12].
- Kitty Pryde : En 2018, Tim Miller est annoncé à la réalisation d'un film sur Kitty Pryde avec Brian Michael Bendis à l'écriture[13].

### Projet transféré à Marvel Studio
- Deadpool 3 de Shawn Levy[14],[15] : Troisième film centré sur le personnage et premier film à faire partie de l'univers cinématographique Marvel. Il est renommé Deadpool et Wolverine, et est sorti en 2024. Il sert de transition entre les deux séries.

## Chronologie
La série contient plusieurs chronologies différentes. En effet, à la suite des événements du film X-Men: Days of Future Past, une seconde chronologie s'ouvre à la fin du film.
Chronologie originale
| Le Commencement | Le Commencement | Le Commencement | Le Commencement | Le Commencement | Le Commencement |  |  | X-Men Origins: Wolverine | X-Men Origins: Wolverine | X-Men Origins: Wolverine | X-Men Origins: Wolverine | X-Men Origins: Wolverine | X-Men Origins: Wolverine |  |  | X-Men | X-Men | X-Men | X-Men | X-Men | X-Men |  |  | X-Men 2 | X-Men 2 | X-Men 2 | X-Men 2 | X-Men 2 | X-Men 2 |  |  | L'Affrontement final | L'Affrontement final | L'Affrontement final | L'Affrontement final | L'Affrontement final | L'Affrontement final |  |  | Wolverine : Le Combat de l'immortel | Wolverine : Le Combat de l'immortel | Wolverine : Le Combat de l'immortel | Wolverine : Le Combat de l'immortel | Wolverine : Le Combat de l'immortel | Wolverine : Le Combat de l'immortel |  |  | Days of Future Past | Days of Future Past | Days of Future Past | Days of Future Past | Days of Future Past | Days of Future Past |
| Le Commencement | Le Commencement | Le Commencement | Le Commencement | Le Commencement | Le Commencement |  |  | X-Men Origins: Wolverine | X-Men Origins: Wolverine | X-Men Origins: Wolverine | X-Men Origins: Wolverine | X-Men Origins: Wolverine | X-Men Origins: Wolverine |  |  | X-Men | X-Men | X-Men | X-Men | X-Men | X-Men |  |  | X-Men 2 | X-Men 2 | X-Men 2 | X-Men 2 | X-Men 2 | X-Men 2 |  |  | L'Affrontement final | L'Affrontement final | L'Affrontement final | L'Affrontement final | L'Affrontement final | L'Affrontement final |  |  | Wolverine : Le Combat de l'immortel | Wolverine : Le Combat de l'immortel | Wolverine : Le Combat de l'immortel | Wolverine : Le Combat de l'immortel | Wolverine : Le Combat de l'immortel | Wolverine : Le Combat de l'immortel |  |  | Days of Future Past | Days of Future Past | Days of Future Past | Days of Future Past | Days of Future Past | Days of Future Past |

Chronologie modifiée
| Le Commencement | Le Commencement | Le Commencement | Le Commencement | Le Commencement | Le Commencement |  |  | Days of Future Past | Days of Future Past | Days of Future Past | Days of Future Past | Days of Future Past | Days of Future Past |  |  | Apocalypse | Apocalypse | Apocalypse | Apocalypse | Apocalypse | Apocalypse |  |  | Dark Phoenix | Dark Phoenix | Dark Phoenix | Dark Phoenix | Dark Phoenix | Dark Phoenix |  |  | Deadpool | Deadpool | Deadpool | Deadpool | Deadpool | Deadpool |  |  | Deadpool 2 | Deadpool 2 | Deadpool 2 | Deadpool 2 | Deadpool 2 | Deadpool 2 |  |  | Les Nouveaux Mutants | Les Nouveaux Mutants | Les Nouveaux Mutants | Les Nouveaux Mutants | Les Nouveaux Mutants | Les Nouveaux Mutants |  |  | Logan | Logan | Logan | Logan | Logan | Logan |
| Le Commencement | Le Commencement | Le Commencement | Le Commencement | Le Commencement | Le Commencement |  |  | Days of Future Past | Days of Future Past | Days of Future Past | Days of Future Past | Days of Future Past | Days of Future Past |  |  | Apocalypse | Apocalypse | Apocalypse | Apocalypse | Apocalypse | Apocalypse |  |  | Dark Phoenix | Dark Phoenix | Dark Phoenix | Dark Phoenix | Dark Phoenix | Dark Phoenix |  |  | Deadpool | Deadpool | Deadpool | Deadpool | Deadpool | Deadpool |  |  | Deadpool 2 | Deadpool 2 | Deadpool 2 | Deadpool 2 | Deadpool 2 | Deadpool 2 |  |  | Les Nouveaux Mutants | Les Nouveaux Mutants | Les Nouveaux Mutants | Les Nouveaux Mutants | Les Nouveaux Mutants | Les Nouveaux Mutants |  |  | Logan | Logan | Logan | Logan | Logan | Logan |

- Les séries télévisées Legion et The Gifted se déroulent dans leurs propres univers / chronologies autonomes.

## Première série (2000-2006)

### Fiche technique
|                 | Films                               | Films                               | Films                            |
| X-Men (2000)    | X-Men 2 (2003)                      | X-Men : L'Affrontement final (2006) |                                  |
| --------------- | ----------------------------------- | ----------------------------------- | -------------------------------- |
| Titre québécois |                                     | X2 : X-Men unis                     | X-Men : L'Engagement ultime      |
| Titre original  | X-Men                               | X2 ou X2: X-Men United              | X-Men: The Last Stand            |
| Réalisation     | Bryan Singer                        | Bryan Singer                        | Brett Ratner                     |
| Scénario        | David Hayter                        | David Hayter                        |                                  |
| Scénario        | Bryan Singer (histoire)             |                                     |                                  |
| Scénario        | Tom DeSanto (histoire)              |                                     | Michael Dougherty                |
| Scénario        |                                     | Dan Harris                          | Simon Kinberg                    |
| Scénario        | Christopher McQuarrie (non crédité) | Zak Penn                            | Zak Penn                         |
| Photographie    | Newton Thomas Sigel                 | Newton Thomas Sigel                 | Dante Spinotti                   |
| Montage         | Steven Rosenblum                    | John Ottman                         | Mark Helfrich                    |
| Montage         | Kevin Sitt                          | Elliot Graham (en)                  | Mark Goldblatt                   |
| Montage         | John Wright                         |                                     | Julia Wong (en)                  |
| Musique         | Michael Kamen                       | John Ottman                         | John Powell                      |
| Production      | Lauren Shuler Donner                | Lauren Shuler Donner                | Lauren Shuler Donner             |
| Production      | Ralph Winter (en)                   |                                     |                                  |
| Production      | Avi Arad                            |                                     |                                  |
| Production      |                                     | Bryan Singer                        | Stan Lee                         |
| Production      |                                     | Tom DeSanto                         | David Gorder                     |
| Production      |                                     | John Palermo                        |                                  |
| Distribution    | 20th Century Fox                    | 20th Century Fox                    | 20th Century Fox                 |
| Budget          | 75 000 000 $                        | 110 000 000 $                       | 210 000 000 $                    |
| Genre           | super-héros, action, fantastique    | super-héros, action, fantastique    | super-héros, action, fantastique |
| Durée           | 104 minutes                         | 136 minutes                         | 104 minutes                      |
| Dates de sortie | 14 juillet 2000                     | 2 mai 2003                          | 26 mai 2006                      |
| Dates de sortie | 16 août 2000                        | 30 avril 2003                       | 24 mai 2006                      |

### Distribution
|                                         | Films            | Films                               | Films                    |
| X-Men (2000)                            | X-Men 2 (2003)   | X-Men : L'Affrontement final (2006) |                          |
| --------------------------------------- | ---------------- | ----------------------------------- | ------------------------ |
| James « Logan » Howlett / Wolverine     | Hugh Jackman     | Hugh Jackman                        | Hugh Jackman             |
| Marie d'Ancanto / Malicia               | Anna Paquin      | Anna Paquin                         | Anna Paquin              |
| Charles Xavier / Professeur X           | Patrick Stewart  | Patrick Stewart                     | Patrick Stewart          |
| Erik Magnus Lehnsherr / Magnéto         | Ian McKellen     | Ian McKellen                        | Ian McKellen             |
| Ororo Munroe / Tornade                  | Halle Berry      | Halle Berry                         | Halle Berry              |
| Jean Grey                               | Famke Janssen    | Famke Janssen                       | Famke Janssen            |
| Scott Summers / Cyclope                 | James Marsden    | James Marsden                       | James Marsden            |
| sénateur Robert Kelly                   | Bruce Davison    | Bruce Davison                       |                          |
| Raven Darkhölme / Mystique              | Rebecca Romijn   | Rebecca Romijn                      | Rebecca Romijn           |
| Mortimer Toynbee / Crapaud              | Ray Park         |                                     |                          |
| Victor Creed / Dents-de-Sabre           | Tyler Mane       |                                     |                          |
| Robert « Bobby » Drake / Iceberg        | Shawn Ashmore    | Shawn Ashmore                       | Shawn Ashmore            |
| Katherine « Kitty » Pryde / Shadowcat   | Sumela Kay       | Katie Stuart                        | Ellen Page (Elliot Page) |
| John Allerdyce / Pyro                   | Alexander Burton | Aaron Stanford                      | Aaron Stanford           |
| William Stryker                         |                  | Brian Cox                           |                          |
| Kurt Wagner / Diablo                    |                  | Alan Cumming                        |                          |
| Yuriko Oyama / Lady Deathstrike         |                  | Kelly Hu                            |                          |
| Piotr Raspoutine / Colossus             |                  | Daniel Cudmore                      | Daniel Cudmore           |
| Theresa Rourke Cassidy / Cyrène         |                  | Shauna Kain                         | Shauna Kain              |
| Henry « Hank » McCoy / Le Fauve         |                  |                                     | Kelsey Grammer           |
| Warren Worthington III / Angel          |                  |                                     | Ben Foster               |
| Cain Marko / Le Fléau                   |                  |                                     | Vinnie Jones             |
| Jamie Madrox / L'Homme-Multiple         |                  |                                     | Eric Dane                |
| Elizabeth « Betsy » Braddock / Psylocke |                  |                                     | Mei Melançon             |
| Philippa Sontag / Arclight              |                  |                                     | Omahyra Mota             |
| Maxwell Jordan / Quill                  |                  |                                     | Ken Leung                |
| Callisto                                |                  |                                     | Dania Ramírez            |
| Jimmy / Sangsue                         |                  |                                     | Cameron Bright           |
| Moira MacTaggert                        |                  |                                     | Olivia Williams          |

## Deuxième série (2011-2019)

### Fiche technique
Sauf indication contraire, les informations mentionnées dans cette section peuvent être confirmées par la base de données cinématographiques IMDb,  présente dans la section « Liens externes ».
|                               | Films                             | Films                            | Films                            | Films                            |
| X-Men: Le Commencement (2011) | X-Men: Days of Future Past (2014) | X-Men: Apocalypse (2016)         | X-Men: Dark Phoenix (2019)       |                                  |
| ----------------------------- | --------------------------------- | -------------------------------- | -------------------------------- | -------------------------------- |
| Titre québécois               | X-Men : Première Classe           | X-Men : Jours d’un avenir passé  |                                  | Phénix noir                      |
| Titre original                | X-Men: First Class                | X-Men: Days of Future Past       | X-Men: Apocalypse                | Dark Phoenix                     |
| Réalisation                   | Matthew Vaughn                    | Bryan Singer                     | Bryan Singer                     | Simon Kinberg                    |
| Scénario                      | Zack Stentz                       | Matthew Vaughn                   | Michael Dougherty                |                                  |
| Scénario                      | Bryan Singer                      |                                  | Bryan Singer                     |                                  |
| Scénario                      | Jane Goldman                      | Jane Goldman                     | Dan Harris                       |                                  |
| Scénario                      | Ashley Miller                     | Simon Kinberg                    | Simon Kinberg                    | Simon Kinberg                    |
| Scénario                      | Jamie Moss (en)                   |                                  |                                  |                                  |
| Photographie                  | John Mathieson                    | Newton Thomas Sigel              | Newton Thomas Sigel              | Mauro Fiore                      |
| Montage                       | Eddie Hamilton (de)               | John Ottman                      | John Ottman                      |                                  |
| Montage                       | Lee Smith                         |                                  |                                  |                                  |
| Musique                       | Henry Jackman                     | John Ottman                      | John Ottman                      | Hans Zimmer                      |
| Production                    | Lauren Shuler Donner              | Lauren Shuler Donner             | Lauren Shuler Donner             | Lauren Shuler Donner             |
| Production                    | Simon Kinberg                     |                                  |                                  |                                  |
| Production                    | Gregory Goodman (en)              | Matthew Vaughn                   | John Ottman (co)                 | Hutch Parker                     |
| Production                    | Bryan Singer                      |                                  |                                  |                                  |
| Production                    | Tarquin Pack                      | Richard Donner                   |                                  |                                  |
| Distribution                  | 20th Century Fox                  | 20th Century Fox                 | 20th Century Fox                 | 20th Century Fox                 |
| Budget                        | 160 000 000 $                     | 200 000 000 $                    | 178 000 000 $                    | 200 000 000 $                    |
| Genre                         | super-héros, action, fantastique  | super-héros, action, fantastique | super-héros, action, fantastique | super-héros, action, fantastique |
| Durée                         | 132 minutes                       | 132 minutes                      | 144 minutes                      | 114 minutes                      |
| Durée                         | 132 minutes                       | 149 minutes (version Rogue Cut)  | 144 minutes                      | 114 minutes                      |
| Pays d'origine                | États-Unis                        | États-Unis                       | États-Unis                       | États-Unis                       |
| Pays d'origine                | Royaume-Uni                       |                                  |                                  |                                  |
| Pays d'origine                | Canada                            |                                  |                                  |                                  |
| Dates de sortie               | 3 juin 2011                       | 23 mai 2014                      | 27 mai 2016                      | 7 juin 2019                      |
| Dates de sortie               | 1er juin 2011                     | 21 mai 2014                      | 18 mai 2016                      | 5 juin 2019                      |

### Distribution
|                                         | Films                             | Films                                                          | Films                         | Films                         |
| X-Men : Le Commencement (2011)          | X-Men: Days of Future Past (2014) | X-Men: Apocalypse (2016)                                       | X-Men: Dark Phoenix (2019)    |                               |
| --------------------------------------- | --------------------------------- | -------------------------------------------------------------- | ----------------------------- | ----------------------------- |
| Charles Xavier / Professeur X           | James McAvoy                      | James McAvoy                                                   | James McAvoy                  | James McAvoy                  |
| Charles Xavier / Professeur X           | Laurence Belcher (enfant)         |                                                                |                               |                               |
| Charles Xavier / Professeur X           | Patrick Stewart (âgé)             |                                                                |                               |                               |
| Erik Lensherr / Magneto                 | Michael Fassbender                | Michael Fassbender                                             | Michael Fassbender            | Michael Fassbender            |
| Erik Lensherr / Magneto                 | Bill Milner (enfant)              | Ian McKellen (âgé)                                             |                               |                               |
| Raven Darkholme / Mystique              | Jennifer Lawrence                 | Jennifer Lawrence                                              | Jennifer Lawrence             | Jennifer Lawrence             |
| Raven Darkholme / Mystique              | Morgan Lily (enfant)              |                                                                |                               |                               |
| Raven Darkholme / Mystique              | Rebecca Romijn (caméo)            |                                                                |                               |                               |
| Henry « Hank » McCoy / Le Fauve         | Nicholas Hoult                    | Nicholas Hoult                                                 | Nicholas Hoult                | Nicholas Hoult                |
| Henry « Hank » McCoy / Le Fauve         | Kelsey Grammer (âgé)              |                                                                |                               |                               |
| Moira MacTaggert                        | Rose Byrne                        |                                                                | Rose Byrne                    |                               |
| Logan / Wolverine                       | Hugh Jackman                      | Hugh Jackman                                                   | Hugh Jackman                  |                               |
| Sebastian Shaw / Klaus Schmidt          | Kevin Bacon                       |                                                                |                               |                               |
| Emma Frost / La Reine Blanche           | January Jones                     |                                                                |                               |                               |
| Angel Salvadore / Tempest               | Zoë Kravitz                       |                                                                |                               |                               |
| Sean Cassidy / Le Hurleur               | Caleb Landry Jones                |                                                                |                               |                               |
| Alexander Summers / Havok               | Lucas Till                        | Lucas Till                                                     | Lucas Till                    |                               |
| Armando Muñoz / Darwin                  | Edi Gathegi                       |                                                                |                               |                               |
| Azazel                                  | Jason Flemyng                     |                                                                |                               |                               |
| Janos Quested / Riptide                 | Alex Gonzalez                     |                                                                |                               |                               |
| William Stryker Sr.                     |                                   | Don Creech                                                     | Don Creech                    |                               |
| Bolivar Trask                           |                                   | Peter Dinklage                                                 |                               |                               |
| Mortimer Toynbee / Le Crapaud           |                                   | Evan Jonigkeit                                                 |                               |                               |
| Ororo Munroe / Tornade                  |                                   | Halle Berry                                                    | Alexandra Shipp (adolescente) | Alexandra Shipp (adolescente) |
| Kitty Pryde / Shadowcat                 |                                   | Ellen Page (Elliot Page)                                       |                               |                               |
| Robert « Bobby » Drake / Iceberg        |                                   | Shawn Ashmore                                                  |                               |                               |
| Piotr Raspoutine / Colossus             |                                   | Daniel Cudmore                                                 |                               |                               |
| William Stryker                         |                                   | Josh Helman (jeune)                                            | Josh Helman (jeune)           |                               |
| Peter Maximoff / Vif-Argent             |                                   | Evan Peters                                                    | Evan Peters                   | Evan Peters                   |
| Lucas Bishop                            |                                   | Omar Sy                                                        |                               |                               |
| Roberto da Costa /Solar                 |                                   | Adan Canto                                                     |                               |                               |
| James Proudstar / Warpath               |                                   | Booboo Stewart                                                 |                               |                               |
| Clarice Ferguson / Blink                |                                   | Fan Bingbing                                                   |                               |                               |
| Eric Gitter / Ink                       |                                   | Gregg Lowe                                                     |                               |                               |
| Jean Grey                               |                                   | Famke Janssen (caméo)                                          | Sophie Turner (adolescente)   | Sophie Turner (adolescente)   |
| Scott Summers / Cyclope                 |                                   | James Marsden (caméo)                                          | Tye Sheridan (adolescent)     | Tye Sheridan (adolescent)     |
| Marie D'Ancanto / Malicia               |                                   | Anna Paquin (caméo, davantage présente dans la version longue) |                               |                               |
| En Sabah Nur / Apocalypse               |                                   | Brendan Pedder (jeune, scène post-générique)                   | Oscar Isaac                   |                               |
| Kurt Wagner / Diablo                    |                                   |                                                                | Kodi Smit-McPhee (adolescent) | Kodi Smit-McPhee (adolescent) |
| Warren Worthington III / Angel          |                                   |                                                                | Ben Hardy (adolescent)        |                               |
| Elisabeth « Betsy » Braddock / Psylocke |                                   |                                                                | Olivia Munn                   |                               |
| Caliban                                 |                                   |                                                                | Tómas Lemarquis               |                               |
| Alison Blaire / Dazzler                 |                                   |                                                                |                               | Halston Sage                  |

## SérieWolverine(2009-2017)
|                                 | Films                                      | Films                            | Films                            |
| X-Men Origins: Wolverine (2009) | Wolverine : Le Combat de l'immortel (2013) | Logan (2017)                     |                                  |
| ------------------------------- | ------------------------------------------ | -------------------------------- | -------------------------------- |
| Titre québécois                 | X-Men les origines : Wolverine             | Le Wolverine                     |                                  |
| Titre original                  | X-Men Origins: Wolverine                   | The Wolverine                    | Logan                            |
| Réalisation                     | Gavin Hood                                 | James Mangold                    | James Mangold                    |
| Scénario                        | David Benioff                              | Christopher McQuarrie            | Michael Green                    |
| Scénario                        | Skip Woods                                 | Mark Bomback                     | David James Kelly                |
| Photographie                    | Donald McAlpine                            | Ross Emery                       | John Mathieson                   |
| Montage                         | Nicolas De Toth (de)                       | Michael McCusker                 | Michael McCusker                 |
| Montage                         | Megan Gill                                 |                                  |                                  |
| Musique                         | Harry Gregson-Williams                     | Marco Beltrami                   | Marco Beltrami                   |
| Production                      | Lauren Shuler Donner                       | Lauren Shuler Donner             | Lauren Shuler Donner             |
| Production                      | Hugh Jackman                               | Hugh Jackman                     | Hutch Parker                     |
| Production                      | Stan Lee                                   |                                  |                                  |
| Production                      | John Palermo                               | Hutch Parker                     | Simon Kinberg                    |
| Production                      | Ralph Winter                               |                                  |                                  |
| Distribution                    | 20th Century Fox                           | 20th Century Fox                 | 20th Century Fox                 |
| Budget                          | 150 000 000 $                              | 120 000 000 $                    | 97 000 000 $                     |
| Genre                           | super-héros, action, fantastique           | super-héros, action, fantastique | super-héros, action, fantastique |
| Durée                           | 107 minutes                                | 126 minutes                      | 137 minutes                      |
| Dates de sortie                 | 1er mai 2009                               | 26 juillet 2013                  | 3 mars 2017                      |
| Dates de sortie                 | 29 avril 2009                              | 24 juillet 2013                  | 1er mars 2017                    |

### Distribution
|                                       | Films                                      | Films                                  | Films            |
| X-Men Origins: Wolverine (2009)       | Wolverine : Le Combat de l'immortel (2013) | Logan (2017)                           |                  |
| ------------------------------------- | ------------------------------------------ | -------------------------------------- | ---------------- |
| James « Logan » Howlett / Wolverine   | Hugh Jackman                               | Hugh Jackman                           | Hugh Jackman     |
| Victor Creed / Dents-de-Sabre         | Liev Schreiber                             |                                        |                  |
| William Stryker                       | Danny Huston                               |                                        |                  |
| Charles Xavier / Professeur X         | Patrick Stewart (caméo)                    | Patrick Stewart (scène post-générique) | Patrick Stewart  |
| Scott Summers / Cyclope               | Tim Pocock                                 |                                        |                  |
| Kayla Silverfox / Silver Fox          | Lynn Collins                               |                                        |                  |
| John Wraith / Kestrel                 | Will.i.am                                  |                                        |                  |
| Remy LeBeau / Gambit                  | Taylor Kitsch                              |                                        |                  |
| Wade Wilson / Deadpool                | Ryan Reynolds                              |                                        |                  |
| Wade Wilson / Deadpool                | Scott Adkins (doublure de Ryan Reynolds)   |                                        |                  |
| Christopher Bradley / Bolt            | Dominic Monaghan                           |                                        |                  |
| Fred Dukes / Le Colosse               | Kevin Durand                               |                                        |                  |
| Christopher Nord / Agent Zéro         | Daniel Henney                              |                                        |                  |
| Emma Silverfox                        | Tahyna Tozzi                               |                                        |                  |
| Yukio (en)                            |                                            | Rila Fukushima                         |                  |
| Mariko Yashida                        |                                            | Tao Okamoto                            |                  |
| Dr Green / La Vipère                  |                                            | Svetlana Khodtchenkova                 |                  |
| Kenichiro Harada                      |                                            | Will Yun Lee                           |                  |
| Shingen Yashida                       |                                            | Hiroyuki Sanada                        |                  |
| Noburo Mori                           |                                            | Brian Tee                              |                  |
| Ichirō Yashida / le Samouraï d'Argent |                                            | Hal Yamanouchi                         |                  |
| Ichirō Yashida / le Samouraï d'Argent | Ken Yamamura (jeune)                       |                                        |                  |
| Jean Grey                             |                                            | Famke Janssen                          |                  |
| Erik Lehnsherr / Magneto              |                                            | Ian McKellen (scène post-générique)    |                  |
| Laura Kinney / X-23                   |                                            |                                        | Dafne Keen       |
| Donald Pierce                         |                                            |                                        | Boyd Holbrook    |
| Dr Zander Rice                        |                                            |                                        | Richard E. Grant |
| Caliban                               |                                            |                                        | Stephen Merchant |
| Julio Richter / Rictor                |                                            |                                        | Jason Genao      |

## SérieDeadpool(2016-2018)

### Fiche technique
|                                | Films                            | Films                            |
| Deadpool (2016)                | Deadpool 2 (2018)                |                                  |
| ------------------------------ | -------------------------------- | -------------------------------- |
| Titre québécois (si différent) |                                  |                                  |
| Titre original                 | Deadpool                         | Deadpool 2                       |
| Réalisation                    | Tim Miller                       | David Leitch                     |
| Scénario                       | Rhett Reese                      | Rhett Reese                      |
| Scénario                       | Paul Wernick                     |                                  |
| Scénario                       | Ryan Reynolds                    |                                  |
| Photographie                   | Ken Seng                         | Jonathan Sela                    |
| Montage                        | Julian Clarke                    | Craig Alpert                     |
| Montage                        | Elísabet Ronaldsdóttir           |                                  |
| Montage                        | Dirk Westervelt                  |                                  |
| Musique                        | Junkie XL                        | Tyler Bates                      |
| Musique                        |                                  |                                  |
| Production                     | Lauren Shuler Donner             | Lauren Shuler Donner             |
| Production                     | Ryan Reynolds                    |                                  |
| Production                     | Stan Lee                         |                                  |
| Production                     | Simon Kinberg                    |                                  |
| Production                     |                                  |                                  |
| Distribution                   | 20th Century Fox                 | 20th Century Fox                 |
| Budget                         | 58 000 000 $                     | 110 000 000 $                    |
| Genre                          | super-héros, action, fantastique | super-héros, action, fantastique |
| Durée                          | 108 minutes                      | 119 minutes                      |
| Dates de sortie                | 12 février 2016                  | 18 mai 2018                      |
| Dates de sortie                | 10 février 2016                  | 16 mai 2018                      |

### Distribution
| James « Logan » Howlett / Wolverine         | Hugh Jackman (en photo) | Hugh Jackman (scène post-générique) |  |  |  |  |  |  |  |  |  |  |  |  |  |  |  |  |  |  |  |
| Wade Wilson / Deadpool                      | Ryan Reynolds           | Ryan Reynolds                       |  |  |  |  |  |  |  |  |  |  |  |  |  |  |  |  |  |  |  |
| Yukio (en)                                  |                         | Shiori Kutsuna                      |  |  |  |  |  |  |  |  |  |  |  |  |  |  |  |  |  |  |  |
| Vanessa Carlysle / Copycat                  | Morena Baccarin         | Morena Baccarin                     |  |  |  |  |  |  |  |  |  |  |  |  |  |  |  |  |  |  |  |
| Ajax                                        | Ed Skrein               |                                     |  |  |  |  |  |  |  |  |  |  |  |  |  |  |  |  |  |  |  |
| Weasel                                      | T. J. Miller            | T. J. Miller                        |  |  |  |  |  |  |  |  |  |  |  |  |  |  |  |  |  |  |  |
| Christine / Angel Dust                      | Gina Carano             |                                     |  |  |  |  |  |  |  |  |  |  |  |  |  |  |  |  |  |  |  |
| Ellie Phimister / Negasonic Teenage Warhead | Brianna Hildebrand      | Brianna Hildebrand                  |  |  |  |  |  |  |  |  |  |  |  |  |  |  |  |  |  |  |  |
| Peter Rasputin / Colossus                   | Andre Tricoteux         | Andre Tricoteux                     |  |  |  |  |  |  |  |  |  |  |  |  |  |  |  |  |  |  |  |
| Nathan Summers / Cable                      |                         | Josh Brolin                         |  |  |  |  |  |  |  |  |  |  |  |  |  |  |  |  |  |  |  |
| Neena Thurman / Domino                      |                         | Zazie Beetz                         |  |  |  |  |  |  |  |  |  |  |  |  |  |  |  |  |  |  |  |
| Black Tom Cassidy                           |                         | Jack Kesy                           |  |  |  |  |  |  |  |  |  |  |  |  |  |  |  |  |  |  |  |

## Box-office
| Film                                       | Budget          | Recettes au box office | Recettes au box office | Nombre d'entrées | Références |
| Film                                       | Budget          | États-Unis / Canada    | total monde            | France           | Références |
| ------------------------------------------ | --------------- | ---------------------- | ---------------------- | ---------------- | ---------- |
| X-Men (2000)                               | 75 000 000 $    | 157 299 717 $          | 296 339 527 $          | 1 862 436        | ,          |
| X-Men 2 (2003)                             | 110 000 000 $   | 214 949 694 $          | 407 711 549 $          | 2 825 132        | ,          |
| X-Men : L'Affrontement final (2006)        | 210 000 000 $   | 234 362 462 $          | 459 359 555 $          | 2 824 519        | ,          |
| X-Men Origins: Wolverine (2009)            | 150 000 000 $   | 179 883 157 $          | 373 062 864 $          | 1 958 789        | ,          |
| X-Men : Le Commencement (2011)             | 160 000 000 $   | 146 408 305 $          | 353 624 124 $          | 2 096 575        | ,          |
| Wolverine : Le Combat de l'immortel (2013) | 120 000 000 $   | 132 556 852 $          | 414 828 246 $          | 1 989 081        | ,          |
| X-Men: Days of Future Past (2014)          | 200 000 000 $   | 233 921 534 $          | 747 862 775 $          | 3 289 100        | ,          |
| Deadpool (2016)                            | 58 000 000 $    | 363 070 709 $          | 783 112 979 $          | 3 763 671        | ,          |
| X-Men: Apocalypse (2016)                   | 178 000 000 $   | 155 442 489 $          | 543 934 787 $          | 2 161 522        | ,          |
| Logan (2017)                               | 97 000 000 $    | 226 277 068 $          | 619 021 436 $          | 2 333 382        | ,          |
| Deadpool 2 (2018)                          | 110 000 000 $   | 318 491 426 $          | 785 046 920 $          | 2 600 250        | ,          |
| X-Men: Dark Phoenix (2019)                 | 200 000 000 $   | 65 845 974 $           | 252 442 974 $          | 1 403 901        | ,          |
| Les Nouveaux Mutants (2020)                | 70 000 000 $    | 23 852 659 $           | 49 169 594 $           | 372 640          | ,          |
| Totaux                                     | 1 538 000 000 $ | 2 386 516 072 $        | 5 826 969 594 $        | 28 076 997       | ,          |

### Critique
| Film                                       | Rotten Tomatoes     | Metacritic            | Allociné             |
| ------------------------------------------ | ------------------- | --------------------- | -------------------- |
| X-Men (2000)                               | 81% (172 critiques) | 64⁄100 (33 critiques) | 3,5⁄5 (20 critiques) |
| X-Men 2 (2003)                             | 85% (244 critiques) | 68⁄100 (37 critiques) | 3,5⁄5 (13 critiques) |
| X-Men : L'Affrontement final (2006)        | 57% (238 critiques) | 58⁄100 (38 critiques) | 2,9⁄5 (25 critiques) |
| X-Men Origins: Wolverine (2009)            | 37% (260 critiques) | 40⁄100 (39 critiques) | 2,3⁄5 (18 critiques) |
| X-Men : Le Commencement (2011)             | 86% (292 critiques) | 65⁄100 (38 critiques) | 2,6⁄5 (20 critiques) |
| Wolverine : Le Combat de l'immortel (2013) | 71% (255 critiques) | 61⁄100 (46 critiques) | 2,5⁄5 (19 critiques) |
| X-Men: Days of Future Past (2014)          | 90% (321 critiques) | 75⁄100 (44 critiques) | 3,8⁄5 (20 critiques) |
| Deadpool (2016)                            | 85% (338 critiques) | 65⁄100 (49 critiques) | 3⁄5 (22 critiques)   |
| X-Men: Apocalypse (2016)                   | 47% (339 critiques) | 52⁄100 (48 critiques) | 2,5⁄5 (25 critiques) |
| Logan (2017)                               | 93% (409 critiques) | 77⁄100 (51 critiques) | 3,9⁄5 (26 critiques) |
| Deadpool 2 (2018)                          | 87% (402 critiques) | 66⁄100 (41 critiques) | 3,1⁄5 (16 critiques) |
| X-Men: Dark Phoenix (2019)                 | 23% (359 critiques) | 43⁄100 (52 critiques) | 2,7⁄5 (24 critiques) |
| Les Nouveaux Mutants (2020)                | 36% (132 critiques) | 43⁄100 (20 critiques) | 2,3⁄5 (11 critiques) |

## Télévision
En parallèle aux films de la franchise, deux séries dérivées sont lancées en 2017 :
- Legion de Noah Hawley, diffusée depuis le 8 février 2017 ;
- The Gifted de Matt Nix, diffusée entre le 2 octobre 2017 et le 26 février 2019.

Si Legion est d'abord annoncée comme liée à la franchise cinématographique, son protagoniste étant dans les comics le fils de Charles Xavier, la productrice Lauren Shuler Donner déclare finalement que la fiction se déroule dans un univers à part. Cette série fantastique se termine au bout de trois saisons lors de l'été 2019, comme prévu par son créateur, Noah Hawley.
The Gifted se déroule elle aussi dans une chronologie séparée des films. Cependant, à la suite d'audiences en baisse et du rachat par Disney, la fiction est arrêtée au bout de deux saisons.

## Apparitions dans l'univers cinématographique Marvel
Après le rachat de 21st Century Fox par The Walt Disney Company, Marvel Studios récupère les droits d'adaptation des personnages liés aux X-Men qui avaient été acquis par 20th Century Studios via un contrat avec Marvel Entertainment à l'époque du premier film.
Dès 2022, le studio commence alors à utiliser les personnages dans son univers cinématographique lancé en 2008. À la suite de l'introduction du concept du multiverse, certains acteurs de la série X-Men reprennent leur personnage mais en interprétant des versions venant d'un autre univers, tandis que d'autres reprennent la version qu'ils jouaient dans la série de film. Le studio a également annoncé que des nouvelles versions de certains personnages interprétés par des acteurs différents seront introduites dans l'univers.
1. Doctor Strange in the Multiverse of Madness de Sam Raimi, sorti en 2022
Patrick Stewart interprète une version de son personnage de Pr Charles Xavier / Professeur X venant d'une autre chronologie.

2. The Marvels de Nia DaCosta, sorti en 2023
Kelsey Grammer reprend son rôle du Dr Hank McCoy / le Fauve.

3. Deadpool et Wolverine de Shawn Levy, sorti en 2024,
Troisième volet qui fait partie de l'univers cinématographique Marvel. Il s'agit du premier film de l'univers cinématographique Marvel à mettre en avant principalement des personnages issus de la série de films X-Men et sert de transition entre les deux séries.

4. Avengers: Doomsday de Anthony et Joe Russo, sortie prévue en 2026